# Gaz de France Grand Prix 2008
Il Gaz de France Grand Prix 2008 è un torneo di tennis giocato sulla terra rossa..
È la 13ª edizione dell'Hungarian Grand Prix, che fa parte della categoria Tier III nell'ambito del WTA Tour 2008.
Si è giocato a Budapest in Ungheria, dal 7 al 13 luglio 2008.

## Campioni

### Singolare
Alizé Cornet ha battuto in finale  Andreja Klepač con il punteggio di 7–6(5), 6–3

### Doppio
Alizé Cornet /  Janette Husárová hanno battuto in finale  Vanessa Henke /  Ioana Raluca Olaru con il punteggio di 6(5)–7, 6–1, 10–6